# Garcia II da Galiza
Garcia II da Galiza (c. 1041 — 1090) foi um dos três filhos e herdeiros de Fernando Magno de Leão e Castela. É também chamado Garcia I, visto que não houve mais nenhum rei Garcia a governar sobre a Galiza; esta numeração deve-se ao facto de já ter havido um rei Garcia, que, contudo, não chegou a governar a Galiza (foi rei de Leão).
Garcia aparece pela primeira vez em um acordo de 11 de setembro de 1064 com Suário II, Bispo de Mondonhedo, seu pai confirmando o acordo.
À morte do pai em 1065, coube-lhe em herança o Reino da Galiza, correspondente à faixa mais ocidental do grande domínio que o pai detivera. Fez face ao separatismo crescente do conde de Portucale, Nuno Mendes, com cada vez mais desejos autonomistas, tendo-o derrotado na batalha de Pedroso em 18 de janeiro de 1071, e assumido para si o título de rei de Portucale ou "rei de Portugal", procurando assim diminuir a insubmissão dos rebeldes portucalenses.
Teve também que fazer face à guerra com os irmãos, Sancho II de Castela e Afonso VI de Leão; estes coligaram-se para lhe roubar a coroa, o que conseguiram nesse mesmo ano de 1071, tendo o reino da Galiza-Portucale sido reabsorvido pela coroa de Leão, e Garcia passou o resto dos seus dias confinado a um mosteiro, onde viria a falecer, já em 1090.
No seu funeral em Santo Isidoro estiveram presentes suas duas irmãs, as infantas Elvira de Toro e Urraca de Zamora. O Rei Garcia dispôs que desejava ser enterrado acorrentado, tal como havia vivido os últimos anos da sua vida, e de este modo, sobre a lápide do seu sepulcro de pedra se representou o rei acorrentado, achando-se no seu sepulcro a seguinte inscrição latina:
| “ | H. R. DOMINUS GARCIA REX PORTUGALLIAE ET GALLECIAE. FILIUS REGIS MAGNI FERDINANDI. HIC INGENIO CAPTUS A FRATRE SUO IN VINCULIS. OBIIT ERA MCXXVIII XIº KAL. APRIL. | ” |

H.R. siglado de "Hic Requiem".
Que traduzida para português, e adequando datação da Era Hispânica para a Era Comum, diz o seguinte:
| “ | Aqui jaz o rei Dom Garcia de Portugal e Galiza, filho do grande rei Fernando. Ardilosamente capturado pelo seu irmão, e agrilhoado. Morreu a 22 de março de 1090. | ” |